# William Johnson (journaliste)
Pour les articles homonymes, voir William Johnson (homonymie).
William Denis Hertel Johnson, CM, né le 23 avril 1931 et mort le 2 mars 2020, était un universitaire, un journaliste et un auteur québécois. Il a été président du groupe de pression anglophone Alliance Québec de 1998 à 2000, et une grande part de ses chroniques, et certains de ses livres, "ont été consacrés à une critique du nationalisme du Québec et au projet d’indépendance".

## Biographie
Johnson est né d'une mère francophone et d'un père anglophone. Pendant sept ans, Johnson a fréquenté le Collège Jean-de-Brébeuf à Montréal et a obtenu une maîtrise en littérature française de l'Université de Montréal. À la maison, il ne parlait que français avec sa femme, détentrice d'un doctorat en littérature française. Johnson a enseigné la sociologie à l'Université de Toronto avant de devenir journaliste, travaillant comme correspondant parlementaire à Québec et à Washington pour le Globe and Mail et comme journaliste et reporter parlementaire pour le The Gazette.
En 1982, Johnson a été nommé membre de l'Ordre du Canada avec la citation suivante: "Chroniqueur et rédacteur d'articles spéciaux au Globe and Mail, ses comptes rendus quotidiens rédigés au Québec sur les affaires sociales, culturelles et politiques de cette province ont permis aux lecteurs anglophones d'évaluer sous un nouveau jour les problèmes et les aspirations des Francophones, contribuant ainsi d'une manière remarquable à l'unité canadienne".
Johnson a été élu président du groupe de pression Alliance Québec en 1998 jusqu'en 2000. Au cours de ce mandat controversé, il a refusé de rencontrer des représentants du gouvernement, a organisé deux petites manifestations contre la Charte de la langue française, a ajouté des clauses à la constitution du groupe dénonçant d'hypothétiques déclarations d'indépendance du gouvernement du Québec et a soutenu l'élection de membres du minuscule Parti égalité au conseil d'administration du groupe. En guise de protestation, 20 membres du conseil d'administration et la plupart des employés ont démissionné, tandis que six groupes affiliés ont rompu leurs liens, qualifiant son style de leadership de trop conflictuel. Les dons et le financement gouvernemental ont diminué, mais le nombre de membres a augmenté pendant son mandat. En tant que président de l'association, Johnson a insisté pour défiler lors du défilé de la Saint-Jean-Baptiste à Montréal en 1998, malgré les objections des organisateurs et de la police. Pendant le défilé, les Entartistes lui ont jeté une tarte à la crème au visage.
En 2005, Johnson a publié son ouvrage Stephen Harper and the Future of Canada, sur le chef de l'Opposition officielle de l'époque et futur Premier ministre du Canada. Il a également traduit en anglais Trudeau: Fils du Québec, père du Canada, une biographie de 2006 de l'ancien premier ministre Pierre Elliott Trudeau, écrite à l'origine en français par Max et Monique Nemni.

## Publications
- Anglophobie Made in Québec (1991)  (ISBN 2-7604-0399-8)
- A Canadian Myth, Quebec, between Canada and the Illusion of Utopia (1994)  (ISBN 1-895854-08-3)
- Stephen Harper and the Future of Canada (2005). Douglas Gibson Books.  (ISBN 0-7710-4350-3)